# Каменка (Каховский район)
Каменка (укр. Кам'янка) — село в Таврийской городской общине Каховского района Херсонской области Украины.
Население по переписи 2001 года составляло 687 человек. Почтовый индекс — 74830. Телефонный код — 5536. Код КОАТУУ — 6523582001.

## Местный совет
74830, Херсонская обл., Каховский р-н, с. Каменка, ул. Советская, 35